# Kirsten Dunst
Kirsten Caroline Dunst (IPA: [ˈkɪərstən dʌnst]; Point Pleasant, 30 aprile 1982) è un'attrice ed ex modella statunitense con cittadinanza tedesca.
È divenuta nota per la sua interpretazione di Claudia nel film Intervista col vampiro (1994), per il quale ha ricevuto la sua prima candidatura al Golden Globe a soli 12 anni. In seguito ha ottenuto il riconoscimento internazionale per la sua partecipazione ai film Jumanji (1995), Small Soldiers (1998), Il giardino delle vergini suicide (1999), Il corvo 3 - Salvation (2000), Mona Lisa Smile (2003), Se mi lasci ti cancello (2004), Elizabethtown (2005), Marie Antoinette (2006) e con il ruolo di Mary Jane Watson nella trilogia cinematografica di Spider-Man (2002-2007), diretta da Sam Raimi.
Nel 2011 si è aggiudicata il Prix d'interprétation féminine al Festival di Cannes per la sua performance nel film Melancholia di Lars von Trier, e nel 2017 ha vinto uno Screen Actors Guild Award insieme a tutto il cast del film Il diritto di contare. Nel 2021 ha ricevuto il plauso della critica per la sua interpretazione nel film Il potere del cane di Jane Campion, per il quale ha ricevuto la candidatura al Premio Oscar nella sezione migliore attrice non protagonista.
In campo televisivo, viene ricordata per il ruolo della protagonista Peggy Blumquist nella seconda stagione della serie antologica Fargo (2015) e di Krystal Stubbs nella serie televisiva On Becoming a God (2019), che complessivamente le valgono un Critics' Choice Award, una candidatura al Premio Emmy e due al Golden Globe.

## Biografia
Il padre Klaus Dunst è un medico tedesco proveniente da Amburgo, mentre la madre, Inez Rupprecht, di origini svedesi, possiede una galleria d'arte. I suoi genitori si sono separati quando lei aveva 11 anni. Ha un fratello minore, Christian Dunst. Frequenta la Ranney School, nel New Jersey, ma si diploma presso la Notre Dame High School a Los Angeles, in California.

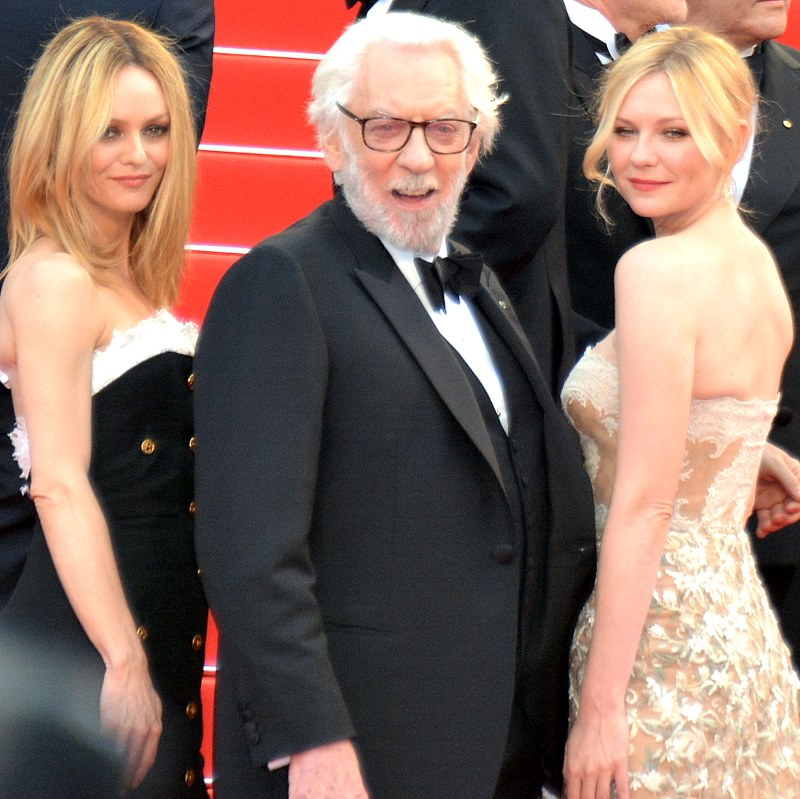
Vanessa Paradis, Donald Sutherland e Kirsten Dunst al Festival di Cannes 2016

La sua carriera inizia prestissimo, a tre anni: i genitori firmano per le agenzie di moda Ford Models e Elite Model Management, e lei inizia a lavorare da fotomodella di abbigliamento infantile e negli spot televisivi. Nel 1988 appare in uno sketch al Saturday Night Live in cui impersona la figlia maggiore dell'allora presidente George H. W. Bush. Nel 1989 passa al grande schermo con New York Stories, per poi ottenere, poco tempo dopo, una piccola parte nel ruolo della figlia di Tom Hanks in Il falò delle vanità. Nel 1993 è Hedril nella settima stagione di Star Trek: The Next Generation; inoltre impersona più volte la prostituta bambina Charlie Chiemingo in E.R. - Medici in prima linea.
Il salto di qualità avviene nel 1994, anno in cui recita in Intervista col vampiro, nel ruolo di Claudia, film tratto dal romanzo di Anne Rice. Questa performance le vale, tra gli altri premi, anche la sua prima candidatura ai Golden Globe. Nel 1995 recita in Jumanji. Lo stesso anno il padre lascia la famiglia. Nel 1999 rifiuta il ruolo di Angela nel film vincitore di cinque premi Oscar American Beauty per non apparire in alcune scene particolarmente sensuali, né baciare il protagonista Kevin Spacey. Lo stesso anno viene selezionata dalla regista Sofia Coppola per la parte di Lux Lisbon nel film indipendente Il giardino delle vergini suicide.
Nel 2002 interpreta Mary Jane Watson, la fidanzata dell'Uomo Ragno nella serie cinematografica Spider-Man. Nel 2004 interpreta l'assistente del Dr. Howard Mierzwiak nel film Se mi lasci ti cancello, diretto da Michel Gondry, con Jim Carrey e Kate Winslet. Nel 2006 ottiene il ruolo di protagonista in Marie Antoinette, premiato al Festival di Cannes, nel ruolo della regina francese travolta dagli eventi rivoluzionari del 1789. Nel 2010 è co-protagonista al fianco di Ryan Gosling del film Love & Secrets. Lo stesso anno viene scelta da Lars von Trier come protagonista del suo film, Melancholia, storia di fantascienza presentata in concorso al Festival di Cannes 2011, dove l'attrice vince il premio per la miglior interpretazione femminile.
Nel 2012 è tra le protagoniste di The Wedding Party e nello stesso anno presenta On the Road al Festival di Cannes, dove recita accanto a Kristen Stewart e Garrett Hedlund. Nel 2014 viene scelta come testimonial per L'Oréal Professionnel. Nel 2015 fa parte del cast principale della seconda stagione della serie televisiva Fargo, dove veste i panni di una parrucchiera psicotica, e nell'anno successivo appare nel film Il diritto di contare, grazie al quale vince il SAG Award al miglior cast cinematografico. Nel 2017 è nel cast del film L'inganno, accanto a Nicole Kidman e Colin Farrell. La pellicola, diretta da Sofia Coppola, è tratta dall'omonimo romanzo di Thomas Cullinan, e narra la storia di un collegio femminile nello stato della Virginia del 1864, che durante la guerra civile viene protetto dal mondo esterno fino a quando un soldato ferito viene trovato nelle vicinanze. Nel 2021 recita nel film Il potere del cane di Jane Campion, per il quale riceve la candidatura al Premio Oscar nella sezione migliore attrice non protagonista. Nel 2024 è protagonista di Civil War, diretto da Alex Garland e distribuito dalla A24.

## Vita privata
Nel 2007 si trova al centro di alcune polemiche per aver ammesso, in un'intervista, di fumare regolarmente marijuana e di aver provato altre droghe illegali. Nel 2008 viene ricoverata tre mesi per depressione. Nel 2011 ottiene anche la cittadinanza tedesca grazie alle origini del padre.
Dalla fine del 2011 all'aprile del 2016 è stata legata all'attore Garrett Hedlund. Dal 2016 ha una relazione con Jesse Plemons, conosciuto sul set della serie televisiva Fargo, con cui si fidanza ufficialmente nel 2017 e con cui si è sposata l'8 luglio 2022. La coppia ha due figli.

## Filmografia

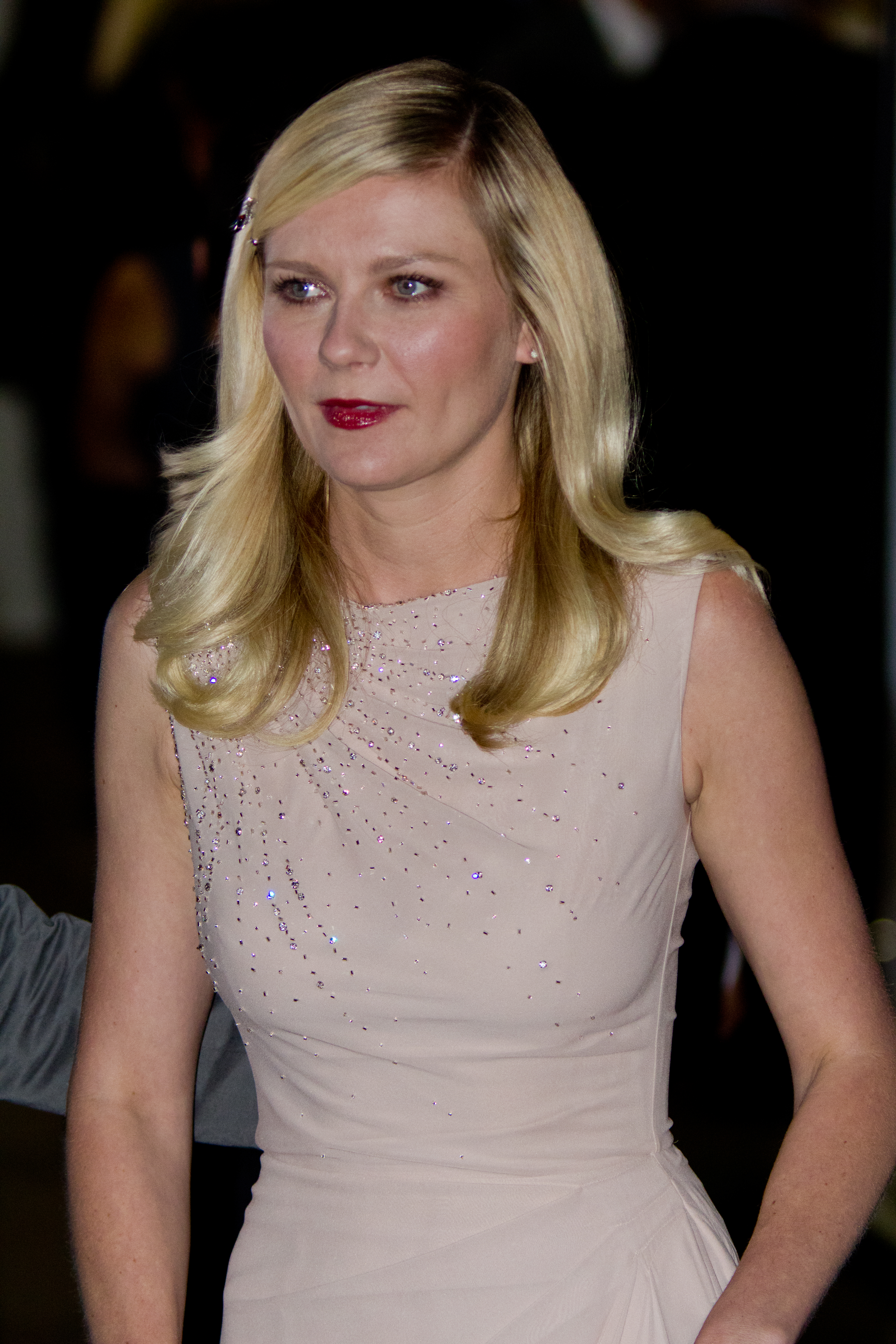
Kirsten Dunst al Toronto International Film Festival per la prima di On the Road (2012)

### Attrice

#### Cinema
- Edipo relitto (Oedipus Wrecks), episodio di New York Stories, regia di Woody Allen (1989)
- Il falò delle vanità (The Bonfire of the Vanities), regia di Brian De Palma (1990)
- High Strung, regia di Roger Nygard (1991)
- Caro zio Joe (Greedy), regia di Jonathan Lynn (1994)
- Intervista col vampiro (Interview with the Vampire: The Vampire Chronicles), regia di Neil Jordan (1994)
- Piccole donne (Little Women), regia di Gillian Armstrong (1994)
- Jumanji, regia di Joe Johnston (1995)
- Confessione finale (Mother Night), regia di Keith Gordon (1996)
- Sesso & potere (Wag the Dog), regia di Barry Levinson (1997)
- Fantasmi da prima pagina (Tower of Terror), regia di D.J. MacHale (1997)
- Il grande orso (True Heart), regia di Catherine Cyran (1997)
- College femminile (Strike!), regia di Sarah Kernochan (1998)
- Small Soldiers, regia di Joe Dante (1998)
- Il giardino delle vergini suicide (The Virgin Suicides), regia di Sofia Coppola (1999)
- Bella da morire (Drop Dead Gorgeous), regia di Michael Patrick Jann (1999)
- Le ragazze della Casa Bianca (Dick), regia di Andrew Fleming (1999)
- Il corvo 3 - Salvation (The Crow: Salvation), regia di Bharat Nalluri (2000)
- Luckytown, regia di Paul Nicholas (2000)
- Ragazze nel pallone (Bring It On), regia di Peyton Reed (2000)
- Deeply, regia di Sheri Elwood (2000)
- Get Over It, regia di Tommy O'Haver (2001)
- Crazy/Beautiful, regia di John Stockwell (2001)
- Hollywood Confidential (The Cat's Meow), regia di Peter Bogdanovich (2001)
- All Forgotten, regia di Reverge Anselmo (2001)
- Spider-Man, regia di Sam Raimi (2002)
- Levity, regia di Ed Solomon (2003)
- Mona Lisa Smile, regia di Mike Newell (2003)
- Se mi lasci ti cancello (Eternal Sunshine of the Spotless Mind), regia di Michel Gondry (2004)
- Spider-Man 2, regia di Sam Raimi (2004)
- Wimbledon, regia di Richard Loncraine (2004)
- Elizabethtown, regia di Cameron Crowe (2005)
- Marie Antoinette, regia di Sofia Coppola (2006)
- Spider-Man 3, regia di Sam Raimi (2007)
- Star System - Se non ci sei non esisti (How to Lose Friends & Alienate People), regia di Robert B. Weide (2008)
- Love & Secrets (All Good Things), regia di Andrew Jarecki (2010)
- Melancholia, regia di Lars von Trier (2011)
- The Wedding Party (Bachelorette), regia di Leslye Headland (2012)
- On the Road, regia di Walter Salles (2012)
- Upside Down, regia di Juan Diego Solanas (2012)
- Anchorman 2 - Fotti la notizia (Anchorman 2: The Legend Continues), regia di Adam McKay (2013) - cameo
- Bling Ring (The Bling Ring), regia di Sofia Coppola (2013) - cameo
- I due volti di gennaio (The Two Faces of January), regia di Hossein Amini (2014)
- Midnight Special - Fuga nella notte (Midnight Special), regia di Jeff Nichols (2016)
- Il diritto di contare (Hidden Figures), regia di Theodore Melfi (2016)
- L'inganno (The Beguiled), regia di Sofia Coppola (2017)
- Woodshock, regia di Kate and Laura Mulleavy (2017)
- Il potere del cane (The Power of the Dog), regia di Jane Campion (2021)
- Civil War, regia di Alex Garland (2024)

#### Televisione
- Quando si ama (Loving) – serie TV (1990-1991)
- Darkness Before Dawn, regia di John Patterson – film TV (1993)
- Sisters – serie TV, episodi 3x20 - 4x02 (1993)
- Star Trek: The Next Generation – serie TV, episodio 7x07 (1993)
- CBS Schoolbreak Special – serie TV, episodio 13x02 (1995)
- The Siege at Ruby Ridge, regia di Roger Young – film TV (1996)
- Il tocco di un angelo (Touched by an Angel) – serie TV, episodio 3x11 (1996)
- Oltre i limiti (The Outer Limits) – serie TV, episodio 3x14 (1997)
- E.R. - Medici in prima linea (ER) – serie TV, 6 episodi (1996-1997)
- Gun – serie TV, episodio 1x05 (1997)
- Quindici anni e incinta (Fifteen and Pregnant), regia di Sam Pillsbury – film TV (1998)
- L'aritmetica del diavolo, regia di Donna Deitch – film TV (1999)
- The Death and Life of Nancy Eaton, regia di Jerry Ciccoritti – film TV (2003)
- Fargo – serie TV, 10 episodi (2015)
- On Becoming a God (On Becoming a God in Central Florida) – serie TV, 10 episodi (2019)

#### Cortometraggi
- The Second Bakery Attack, regia di Carlos Cuarón (2010)
- Fight for Your Right Revisited, regia di Adam Yauch (2011)

#### Videoclip
- 1999 - I Knew I Loved You - Savage Garden
- 2001 - The Itch - Vitamin C
- 2011 - We All Go Back to Where We Belong - R.E.M.
- 2011 - Make Some Noise - Beastie Boys

### Doppiatrice
- Kiki - Consegne a domicilio (Majo no takkyûbin), regia di Hayao Miyazaki (1989) - versione in lingua inglese
- Anastasia, regia di Don Bluth e Gary Goldman (1997)
- The Animated Adventures of Tom Sawyer, regia di William R. Kowalchuk Jr. (1998)
- Stories from My Childhood – serie TV, episodio 1x01 - 1x03 (1998)
- La profezia di Kaena (Kaena: La prophétie), regia di Chris Delaporte e Pascal Pinon (2003)

## Riconoscimenti
- Premio Oscar

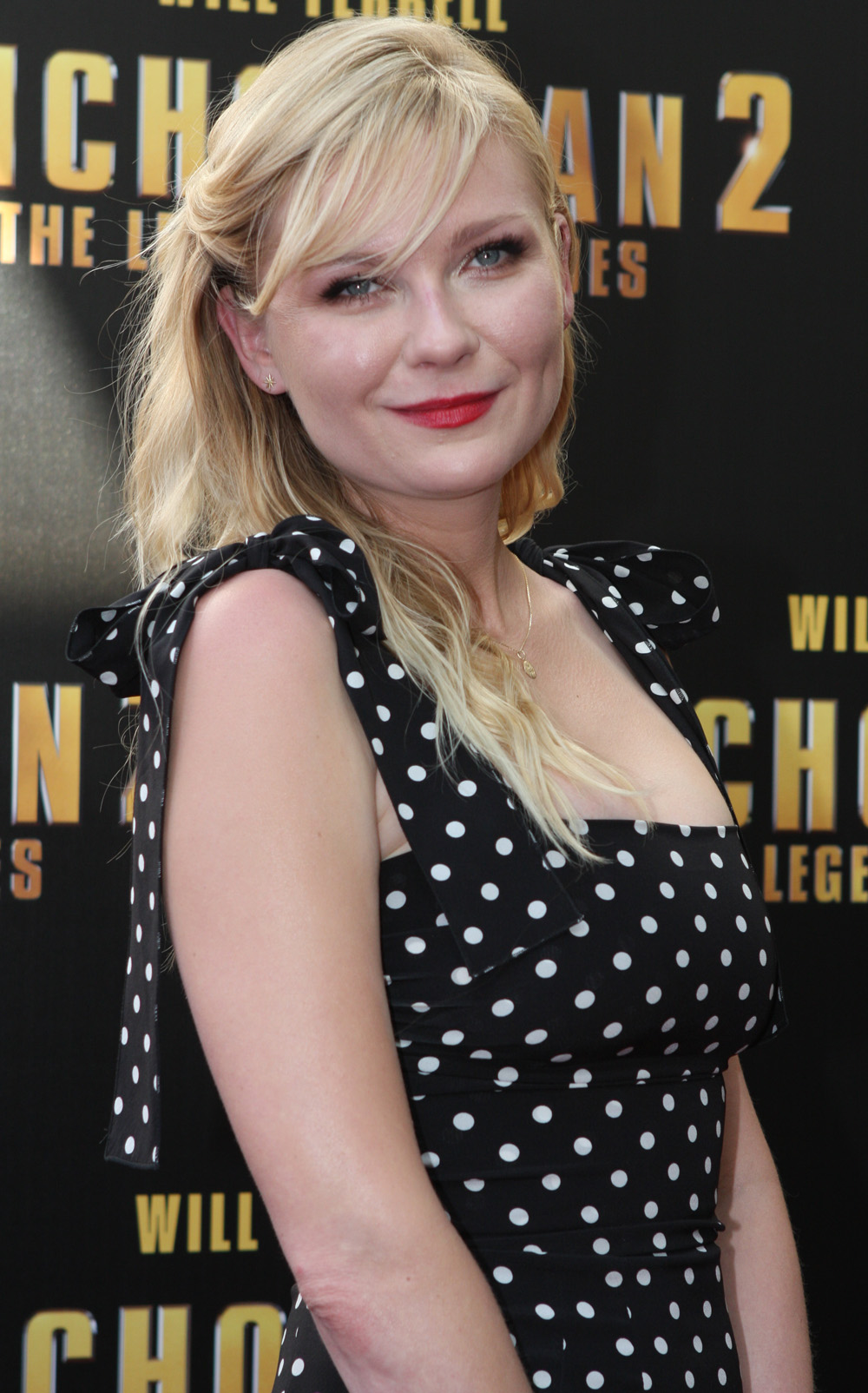
Kirsten Dunst in Australia per la prima di Anchorman 2 - Fotti la notizia (2013)

  - 2022 – Candidatura alla miglior attrice non protagonista per Il potere del cane[16]
- Golden Globe
  - 1995 – Candidatura alla miglior attrice non protagonista per Intervista col vampiro
  - 2016 – Candidatura alla miglior attrice in una mini-serie o film per la televisione per Fargo[17]
  - 2020 – Candidatura alla miglior attrice in una serie commedia o musicale per On Becoming a God
  - 2022 – Candidatura alla migliore attrice non protagonista per Il potere del cane[18]
- Festival di Cannes
  - Prix d'interprétation féminine per Melancholia
- MTV Movie Awards
  - 1995 – Miglior performance rivelazione per Intervista col vampiro
  - 2003 – Miglior performance femminile per Spider-Man
  - 2003 – Miglior bacio per Spider-Man (con Tobey Maguire)
- Blockbuster Entertainment Awards
  - 2001 – Candidatura alla miglior attrice in un film commedia per Ragazze nel pallone
- Boston Society of Film Critics Awards
  - 1994 – Miglior attrice non protagonista per Intervista col vampiro e Piccole donne
- Chicago Film Critics Association Awards
  - 1995 – Miglior attrice esordiente per Intervista col vampiro
- Chlotrudis Awards
  - 1995 – Candidatura alla miglior attrice non protagonista per Piccole donne e Intervista col vampiro
- DVD Exclusive Awards
  - 2001 – Candidatura alla miglior attrice per All Forgotten
- Empire Awards
  - 2003 – Miglior attrice per Spider-Man
  - 2005 – Candidatura alla miglior attrice per Spider-Man 2
- Festival Internacional de Mar del Plata
  - 2001 – Miglior attrice per The Cat's Meow
- Kids' Choice Awards
  - 2003 – Candidatura alla miglior attrice per Spider-Man
  - 2008 – Candidatura alla miglior star femminile per Spider-Man 3
- National Movie Awards
  - 2007 – Candidatura alla miglior performance femminile per Spider-Man 3
- People's Choice Awards
  - 2005 – Candidatura alla miglior alchimia sullo schermo per Spider-Man 2 (insieme a Tobey Maguire)
  - 2007 – Candidatura alla migliore ragazza protagonista
  - 2008 – Candidatura alla miglior coppia sullo schermo per Spider-Man 3 (insieme a Tobey Maguire)
- Saturn Award
  - 1995 – Miglior attrice emergente per Intervista col vampiro
  - 1996 – Candidatura alla Miglior attrice emergente per Jumanji
  - 2003 – Candidatura alla miglior attrice per Spider Man
  - 2012 – Miglior attrice per Melancholia[19]
- Screen Actors Guild Awards
  - 2017 – Miglior cast cinematografico per Il diritto di contare
  - 2022 – Candidatura alla migliore attrice non protagonista per Il potere del cane[20]
- Teen Choice Awards
  - 1999 – Candidatura alla miglior attrice in un film
  - 2000 – Candidatura alla miglior attrice in un film per Il giardino delle vergini suicide
  - 2001 – Candidatura alla miglior attrice in un film per Ragazze nel pallone
  - 2001 – Candidatura alla miglior alchimia in un film per Get Over It (insieme a Ben Foster)
  - 2002 – Candidatura alla miglior attrice in un film drammatico/azione/avventura per Spider-Man
  - 2002 – Miglior coppia per Spider-Man (con Tobey Maguire)
  - 2002 – Candidatura alla miglior alchimia per Spider-Man (insieme a Tobey Maguire)
  - 2004 – Candidatura al miglior cattivo per Mona Lisa Smile
  - 2007 – Candidatura alla miglior attrice in un film d'azione/avventura per Spider-Man 3
  - 2007 – Candidatura alla miglior coppia per Spider-Man 3 (con Tobey Maguire)

## Doppiatrici italiane
Nelle versioni in italiano delle opere in cui ha recitato, Kirsten Dunst è stata doppiata da:
- Domitilla D'Amico in Piccole donne, Spider-Man, Spider-Man 2, Wimbledon, Elizabethtown, Marie Antoinette, Spider-Man 3, Star System - Se non ci sei non esisti, Love & Secrets, Melancholia, The Wedding Party, On the Road, Upside Down, Anchorman 2 - Fotti la notizia, I due volti di gennaio, Fargo, Midnight Special - Fuga nella notte, Il diritto di contare, L'inganno, On Becoming a God, Il potere del cane, Civil War
- Federica De Bortoli in Intervista col vampiro, Fantasmi da prima pagina, College femminile, Il giardino delle vergini suicide, Il corvo 3 - Salvation, Ragazze nel pallone, Get Over It, Mona Lisa Smile, Se mi lasci ti cancello
- Ilaria Stagni in Bella da morire, Crazy/Beautiful
- Perla Liberatori in E.R. - Medici in prima linea, Jumanji
- Rossella Acerbo in Oltre i limiti, Levity
- Myriam Catania in Confessione finale
- Claudia Pittelli in Sesso & potere
- Monica Vulcano in Small Soldiers
- Eleonora De Angelis ne Le ragazze della Casa Bianca
- Claudia Razzi ne L'aritmetica del diavolo
- Monica Ward ne L'amore negato
- Roberta Greganti in Hollywood Confidential

Da doppiatrice è stata sostituita da:
- Emanuela Pacotto in Spider-Man 2
- Valentina Mari in Anastasia
- Francesca Manicone ne La profezia di Kaena